# Cristiana Capotondi
Cristiana Capotondi (Roma, 13 settembre 1980) è un'attrice e dirigente sportiva italiana.

## Biografia
Nata a Roma e cresciuta nei quartieri di Trastevere e Monteverde, esordisce nella recitazione nel 1993 nella miniserie televisiva Amico mio, con Massimo Dapporto; l'anno seguente recita in Italian Restaurant, accanto a Gigi Proietti e Nancy Brilli. Nel 1996 partecipa alla serie TV S.P.Q.R., prodotta da Aurelio De Laurentiis, in cui interpreta la figlia di Cesare Appio (Antonello Fassari). Lavora poi in diversi spot pubblicitari, tra cui quello del Tegolino del Mulino Bianco del 1993 e quello per il gelato Maxibon, diretto da Daniele Luchetti e Luca Lucini, che segnano l'esordio televisivo di Stefano Accorsi. Negli stessi anni lavora come modella per alcune edizioni di un catalogo italiano di vendite a distanza.
Nel 1995 esordisce al cinema con Vacanze di Natale '95, accanto a Massimo Boldi e Luke Perry. Nel 1998 recita in Un nero per casa, diretto e interpretato da Gigi Proietti, e successivamente nelle miniserie TV Anni '50 e Anni '60, dirette da Carlo Vanzina. Nel 2000 interpreta, a fianco di Lino Banfi, Ben Gazzara e Stefania Sandrelli, il film TV diretto da José María Sánchez, Piovuto dal cielo, e nel 2001 recita sia nella miniserie Angelo il custode sia nella serie TV Compagni di scuola.
Negli anni seguenti ha lavorato con Stefano Accorsi ne Il giovane Casanova, per la regia di Giacomo Battiato ed è una delle protagoniste della serie televisiva Orgoglio. Per quanto riguarda la carriera cinematografica, interpreta nuovamente il ruolo della figlia di Massimo Boldi in Christmas in Love, e recita accanto a Giorgio Pasotti nel film Volevo solo dormirle addosso, diretto da Eugenio Cappuccio: per entrambi i ruoli riceve una candidatura come miglior attrice non protagonista ai Nastri d'argento. Nel frattempo si laurea, nel luglio del 2005, in Scienze della comunicazione presso l'Università degli Studi di Roma "La Sapienza".

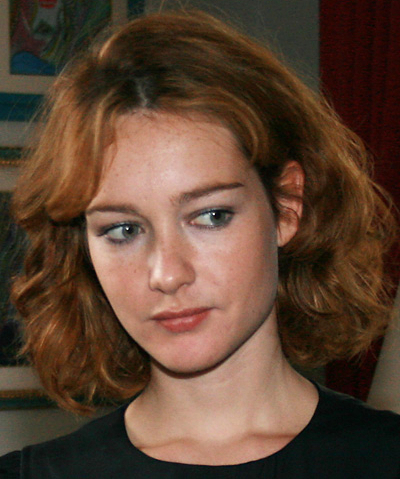
Cristiana Capotondi nel 2007

Nel 2006 è stata co-protagonista della miniserie Joe Petrosino. Nello stesso anno riceve la sua prima candidatura ai David di Donatello come miglior attrice protagonista, per il ruolo di Claudia, in Notte prima degli esami di Fausto Brizzi, con Giorgio Faletti e Nicolas Vaporidis. La Capotondi è nuovamente sul set accanto a Nicolas Vaporidis nel film Come tu mi vuoi di Volfango De Biasi. Nel 2007 è protagonista del film I Viceré di Roberto Faenza e del film Scrivilo sui muri di Giancarlo Scarchilli, con Ludovico Fremont. Nel 2008 è protagonista del remake televisivo del capolavoro di Alfred Hitchcock Rebecca, la prima moglie, con Alessio Boni e Mariangela Melato.
Nel 2009 torna sul grande schermo con il film Ex. Nel 2010 compare su Rai 1 come la principessa Sissi, nella miniserie omonima diretta da Xaver Schwarzenberger. Nello stesso anno gira, sotto la regia del regista Terry Gilliam, il corto The Wholly Family. Nel 2011 è stata scelta come madrina e testimonial della 94ª edizione del Giro d'Italia di ciclismo. Lo stesso anno recita a fianco di Fabio De Luigi nel campione di incassi La peggior settimana della mia vita e fa parte del cast del film La kryptonite nella borsa nel ruolo di Titina, per il quale riceve una candidatura come miglior attrice non protagonista ai David di Donatello.
Si cimenta anche nel doppiaggio: nel 2012 con il cartoon Hotel Transylvania in cui interpreta Mavis, la figlia diciottenne del conte Dracula, a cui presta la voce Claudio Bisio. Ha continuato a doppiare Mavis anche nei sequel Hotel Transylvania 2, Hotel Transylvania 3 - Una vacanza mostruosa e Hotel Transylvania - Uno scambio mostruoso. Nel 2013 nel film Educazione siberiana di Gabriele Salvatores presta la voce a Xenya, la protagonista femminile, interpretata dall'attrice inglese Eleanor Tomlinson. Sempre nel 2013 con Claudia Gerini e Sabrina Impacciatore prende parte all'esordio alla regia di Giorgia Farina Amiche da morire. Nel novembre dello stesso anno esce nelle sale l'esordio alla regia di Pif La mafia uccide solo d'estate di cui Cristiana è protagonista a fianco dello stesso regista. Nel Natale del 2013 esce nelle sale il film Indovina chi viene a Natale?, diretto dal regista Fausto Brizzi. Nel marzo 2014 esordisce alla regia con un cortometraggio, prodotto dalla Wildside, dal titolo Sulla poltrona del Papa in cui è anche attrice, accanto a Denis Fasolo. Nel 2014 interpreta Anna, la fidanzata di Francesco (Fabio De Luigi) nel film Soap opera di Alessandro Genovesi.
Nel 2016, per la Rai, interpreta l'avvocato Lucia Annibali nella miniserie Io ci sono, film TV ispirato alla vicenda dell'Annibali. Nel settembre dello stesso anno partecipa a idea "Fuoricinema", assieme a Corriere della Sera e Anteo Spazio Cinema, con la direzione artistica di Gino e Michele, Gabriele Salvatores, Lionello Cerri e Cristiana Mainardi. Un anno dopo recita nella nuova serie televisiva della Rai, diretta da Riccardo Milani, Di padre in figlia, nel ruolo di Maria Teresa Franza, per la quale vince il premio migliore attrice protagonista al Roma Fiction Fest, fiction presentata in anteprima alla decima e ultima edizione svoltasi dal 6 all'11 dicembre 2016. L'anno seguente fa scalpore la sua presenza sul red carpet del Festival del Cinema di Venezia, con un abito firmato da Miu Miu.
L'8 marzo del 2018 esce nelle sale il film diretto da Marco Tullio Giordana, Nome di donna, che affronta il tema delle molestie sulle donne nel mondo del lavoro. Lo stesso tema della violenza sulle donne viene poi trattato nel 2020 nella serie televisiva di cui lei è protagonista, Bella da morire. Il 24 ottobre 2018 annuncia la sua candidatura a vicepresidente della Lega Pro del calcio, voluta dal candidato alla presidenza Francesco Ghirelli, con l'obiettivo della riforma della categoria, in favore di una maggiore tutela dei calciatori coinvolti. Il 6 novembre 2018 è eletta vice presidente della Lega Pro e rimane in carica fino alla scadenza del mandato, il 12 gennaio 2021, mentre il presidente Francesco Ghirelli prosegue nella presidenza. Dal 5 agosto 2020 è capo delegazione della Nazionale di calcio femminile dell'Italia. Dal febbraio 2021 è una delle componenti del consiglio d'amministrazione del Centro Sperimentale di Cinematografia, indicata dal ministro dei Beni Culturali insieme ai colleghi Guendalina Ponti e Andrea Purgatori. Il 1º gennaio 2023 affianca Roberto Bolle alla conduzione di Danza con me su Rai 1. L’anno seguente presenta poi Ballo in bianco, evento di Bolle trasmesso sempre su Rai 1.

## Vita privata
Ha avuto storie sentimentali con Nicolas Vaporidis e Primo Reggiani. Dal 2006 all'estate 2021 è stata fidanzata con l'imprenditore ed ex conduttore televisivo Andrea Pezzi. Nel 2022 è nata (non dall'unione con il suo ex) la sua prima figlia, Anna.

## Filmografia

### Attrice

#### Cinema
- Vacanze di Natale '95, regia di Neri Parenti (1995)
- Il cielo in una stanza, regia di Carlo Vanzina (1999)
- Volevo solo dormirle addosso, regia di Eugenio Cappuccio (2004)
- Forse sì... forse no..., regia di Stefano Chiantini (2004)
- Christmas in Love, regia di Neri Parenti (2004)
- Notte prima degli esami, regia di Fausto Brizzi (2006)
- Scrivilo sui muri, regia di Giancarlo Scarchilli (2007)
- I Viceré, regia di Roberto Faenza (2007)
- Come tu mi vuoi, regia di Volfango De Biasi (2007)
- Ex, regia di Fausto Brizzi (2009)
- Dalla vita in poi, regia di Gianfrancesco Lazotti (2010)
- La passione, regia di Carlo Mazzacurati (2010)
- La peggior settimana della mia vita, regia di Alessandro Genovesi (2011)
- La kryptonite nella borsa, regia di Ivan Cotroneo (2011)
- Il peggior Natale della mia vita, regia di Alessandro Genovesi (2012)
- Amiche da morire, regia di Giorgia Farina (2013)
- La mafia uccide solo d'estate, regia di Pif (2013)
- Indovina chi viene a Natale?, regia di Fausto Brizzi (2013)
- Amori elementari, regia di Sergio Basso (2014)
- Un ragazzo d'oro, regia di Pupi Avati (2014)
- Soap opera, regia di Alessandro Genovesi (2014)
- Tommaso, regia di Kim Rossi Stuart (2016)
- 7 minuti, regia di Michele Placido (2016)
- Leonardo da Vinci - Il genio a Milano, regia di Nico Malaspina, Luca Lucini (2016)
- Metti una notte, regia di Cosimo Messeri (2017)
- Nome di donna, regia di Marco Tullio Giordana (2018)
- Attenti al gorilla, regia di Luca Miniero (2019)
- La notte è piccola per noi, regia di Gianfrancesco Lazotti (2019)
- Succede anche nelle migliori famiglie, regia di Alessandro Siani (2024)

#### Televisione
- Amico mio – serie TV, 8 episodi (1993-1998)
- Italian Restaurant – serie TV, 8 episodi (1994)
- Un nero per casa, regia di Gigi Proietti – film TV (1998)
- S.P.Q.R., regia di Claudio Risi – serie TV, 13 episodi (1998)
- Anni '50, regia di Carlo Vanzina – miniserie TV, 4 episodi (1998)
- Anni '60, regia di Carlo Vanzina – miniserie TV, 4 episodi (1999)
- Piovuto dal cielo, regia di José María Sánchez – miniserie TV (2000)
- Compagni di scuola – serie TV, 26 episodi (2001)
- Io ti salverò, regia di Mario Caiano – miniserie TV (2001)
- Angelo il custode – serie TV, 8 episodi (2001)
- Il giovane Casanova, regia di Giacomo Battiato – film TV (2002)
- La casa dell'angelo, regia di Giuliana Gamba – film TV (2002)
- Part Time, regia di Angelo Longoni – miniserie TV (2004)
- Luisa Sanfelice, regia dei fratelli Taviani – miniserie TV (2004)
- Virginia, la monaca di Monza, regia di Alberto Sironi – miniserie TV (2004)
- Orgoglio – serie TV, 39 episodi (2004-2006)
- Le voyage de Louisa, regia Patrick Volson – film TV (2005)
- Joe Petrosino, regia di Alfredo Peyretti – miniserie TV (2006)
- Rebecca, la prima moglie, regia di Riccardo Milani – miniserie TV (2008)
- Sissi (Sisi), regia di Xaver Schwarzenberger – miniserie TV (2009)
- L'infiltré di Giacomo Battiato – film TV (2011)
- L'olimpiade nascosta, regia di Alfredo Peyretti – miniserie TV (2012)
- Merlin, regia di Stéphane Kappes – miniserie TV (2012)
- Barabba, regia di Roger Young – miniserie TV (2012)
- Un marito di troppo, regia di Luca Ribuoli – film TV (2014)
- Una casa nel cuore, regia di Andrea Porporati – film TV (2015)
- Io ci sono, regia di Luciano Manuzzi – film TV (2016)
- Di padre in figlia, regia di Riccardo Milani – miniserie TV, 4 episodi (2017)
- Liberi sognatori - Una donna contro tutti, regia di Fabio Mollo – film TV (2018)
- Ognuno è perfetto, regia di Giacomo Campiotti – miniserie TV, 6 episodi (2019)
- Bella da morire, regia di Andrea Molaioli – miniserie TV, 8 episodi (2020)
- Chiara Lubich - L'amore vince tutto, regia di Giacomo Campiotti – film TV (2021)
- Le fate ignoranti - La serie – serie TV, 8 episodi (2022)
- Margherita delle stelle, regia di Giulio Base – film TV (2024)

#### Cortometraggi
- Iris Blu, regia di Sydney Sibilia e Fabio Ferro (2005)
- La Fondue, regia di Enzo Caiazzo (2005)
- Maruzzella, regia di Gianni Quaranta (2005)
- The Wholly Family, regia di Terry Gilliam (2011)
- Hands, regia di Sebastiano Luca Insigna (2013)
- Sulla poltrona del Papa, regia di Cristiana Capotondi (2014)
- In ritardo, regia di Franz Laganà (2014)
- Centoundici. Donne e uomini per un sogno grandioso, regia di Luca Lucini (2021)

#### Documentari
- Telethon - Nessuno si salva da solo, regia di Raffaele Maiolino (2020)

#### Pubblicità
- Tegolino Mulino Bianco (1993)
- Piaggio Ape Cross (1995)
- Maxibon Motta (1995-1999)
- Lancia Ypsilon Alberta Ferretti (2022)

### Regista
- Sulla poltrona del Papa – cortometraggio (2014)

## Doppiaggio
- Mavis in Hotel Transylvania, Hotel Transylvania 2, Hotel Transylvania 3 - Una vacanza mostruosa, Hotel Transylvania - Uno scambio mostruoso
- Eleanor Tomlinson in Educazione siberiana

## Programmi televisivi
- Zelig (2014) – conduttrice
- Danza con me (2023) – co-conduttrice
- La grande opera italiana - Patrimonio dell'umanità (2024) - co-conduttrice
- Ballo in bianco (2024) - conduttrice

## Discografia
Audiolibri
- 2013 – Gli ingredienti segreti dell'amore di Nicolas Barreau (Emons-Feltrinelli)
- 2017 – Non è la fine del mondo di Alessia Gazzola (Pop, Emons Audiolibri)

## Riconoscimenti (parziale)
- Nastro d'argento
  - 2007 – Premio Guglielmo Biraghi per Notte prima degli esami[24]

- Ciak d'oro
  - 2013 – Super Ciak d'oro per Amiche da morire[24][25]

- FullMoon Ponza Festival
  - 2013 – Migliore attrice per Amiche da morire[25]

- Premio Etruria Cinema
  - 2005 – Premio Etruria Cinema per Volevo solo dormirle addosso[24]
  - 2007 – La modernità e il futuro per Scrivilo sui muri[24]

- Premio Flaiano
  - 2013 – Migliore attrice per Amiche da morire[24]
  - 2021 – Migliore interpretazione per Chiara Lubich - L'amore vince tutto[24]

- Premio Fregene per Fellini
  - 2006 – Migliore attrice per Notte prima degli esami[24]

- Premio Kineo "Diamanti al Cinema Italiano"
  - 2014 – Migliore interprete protagonista di opera prima per La mafia uccide solo d'estate[25]

- Premio Vittorio Mezzogiorno
  - 2006[24]